# ابن ماجد
شهاب‌الدین احمد بن ماجد بن محمد بن عمرو اسدی بن ابی‌الرکائب النجدی یا به اختصار، احمد ابن ماجد (۹۳۶ - ۸۳۶ ه‍جری قمری) نقشه‌نگار، ناوبر و دریانورد قرن ۱۵ میلادی خلیج فارس و اقیانوس هند و کاشف میل مغناطیسی بود.
شهرت او در غرب بیشتر به عنوان راهنمای واسکودا گاما برای رسیدن به هند بوده‌ است که بعدها این عقیده رد شد.

## زندگی
برخی از مؤلفان نسب وی را به قبائل بدو شمال شبه جزیرهٔ عربستان می‌رسانند. احمد اقتداری، مورخ و پژوهشگر ایرانی ابن ماجد را فارسی زبان و شیعه می‌داند. مورخان در تاریخ تولد وی هم نظر نیستند. برخی تاریخ‌ نویسان معاصر تاریخ تولد وی را سال ۸۳۶ هجری قمری و وفاتش را در سال ۹۳۶ هجری قمری نوشته‌اند.
دکتر عبدالحلیم منتصر یکی از تاریخ‌نویسان معاصر می‌گوید «احمد ابن ماجد» در جلفار که آن یکی از بندرهای کشور عمان بوده در سال ۸۳۶ هجری قمری زاده شده‌ و بعد از عمر طولانی نزدیک به ۱۰۰ سال، در سال ۹۳۶ هجری قمری فوت کرده‌ است و در همان جا مدفون است. هنوز در پایهٔ کوهی نزدیک رأس الخیمه و در شرق روستای جلفار کنونی که در پایهٔ رشته‌ کوه حجر واقع شده‌است، روی تپه‌ آثار قبری وجود دارد، که قبلاً ساکنان محلی به این مکان «قبر ابن ماجد» می‌گفتند.
جلفار در آن دوران حلقهٔ وصل بین سواحل غربی خلیج فارس و هند و چین بوده‌‌ است، آوازهٔ تجارتی شهر جلفار در قرن چهارم هجری قمری تا حدود چین می‌رسیده است، یکی از دریانوردان (بانیان) در آن دوران گذشته به نام دوارتی باریاروس دربارهٔ مردم جلفار می‌نویسد که در این دهکده ثروتمندان زندگی‌می‌کنند.

## میل مغناطیسی
وی در حال کار با قطب نما و بررسی ستاره قطبی اولین بار به تفاوت بین محور مغناطیسی زمین و محور فیزیکی آن پی‌برد.

## آثار

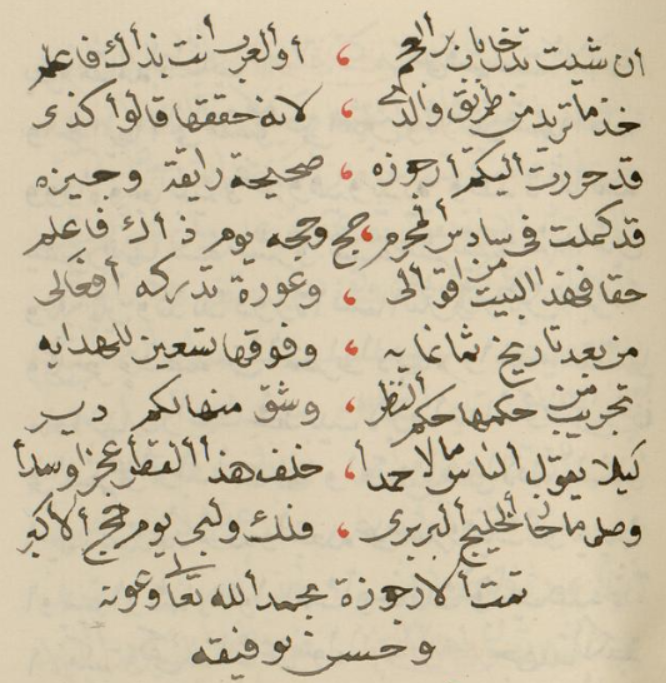
صفحه ای از کتاب الفواید

- صفحه ای از کتاب الفوایدالفوائد فی أصول علم البحر والقواعد ابن ماجد این کتاب را در سال ۸۹۵ هجری قمری نوشته‌است.